# Inashiki
Inashiki (jap. 稲敷市 Inashiki-shi) ist eine Stadt in Japan in der Präfektur Ibaraki.

## Geschichte
Die Stadt Inashiki wurde am 22. März 2005 aus den ehemaligen Gemeinden Edosaki, Shintone, Sakuragawa und Azuma gegründet.

## Geographie
Der Fluss Tone fließt die Stadt von Südwesten nach Südosten.

## Weblink

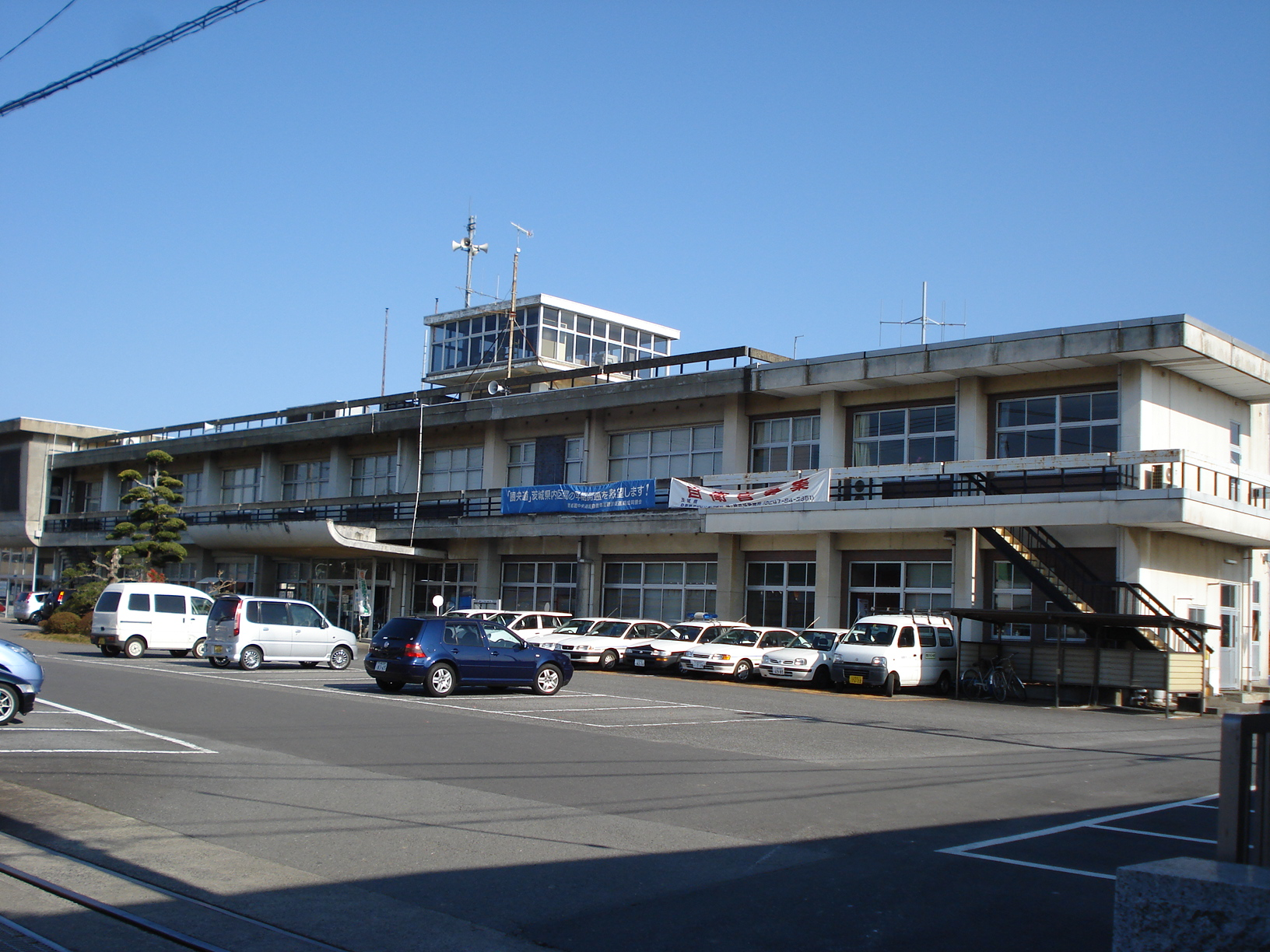
Rathaus von Inashiki

## Verkehr
- Straße:
  - Nationalstraßen 51, 125, 408
- Zug:
  - Kantō Tetsudō Jōsō-Linie

## Angrenzende Städte und Gemeinden
- Präfektur Ibaraki
  - Ryugasaki
  - Itako
  - Miura
  - Ami
  - Kawachi
- Präfektur Chiba
  - Katori
  - Kanzaki